# 波泰讷-欧日维尔
波泰讷-欧日维尔（法語：Pautaines-Augeville，法語發音：[potɛn oʒvil]）是法国上马恩省的一个旧市镇，属于圣迪济耶区。该旧市镇总面积14.42平方公里，2009年时的人口为21人。
波泰讷-欧日维尔于1973年由原市镇波泰讷（Pautaines）和欧日维尔（Augeville）合并而成。2013年，波泰讷-欧日维尔并入市镇埃皮宗。

## 人口
波泰讷-欧日维尔人口变化图示